# Sulina
Sulina es una ciudad con estatus de oraș de Rumania en el distrito de Tulcea.
Su nombre se deriva probablemente de la palabra eslava para la "sal", con el sufijo -ina.
Una vez un puerto próspero y astillero importante, de 1856 a 1939 el asiento de la Comisión de Danubio, Sulina ha llegado a ser una ubicación desaventajada, con tasa del desempleo estimada en 40% en 2004, aproximadamente siete veces más alto que el promedio rumano.

## Geografía

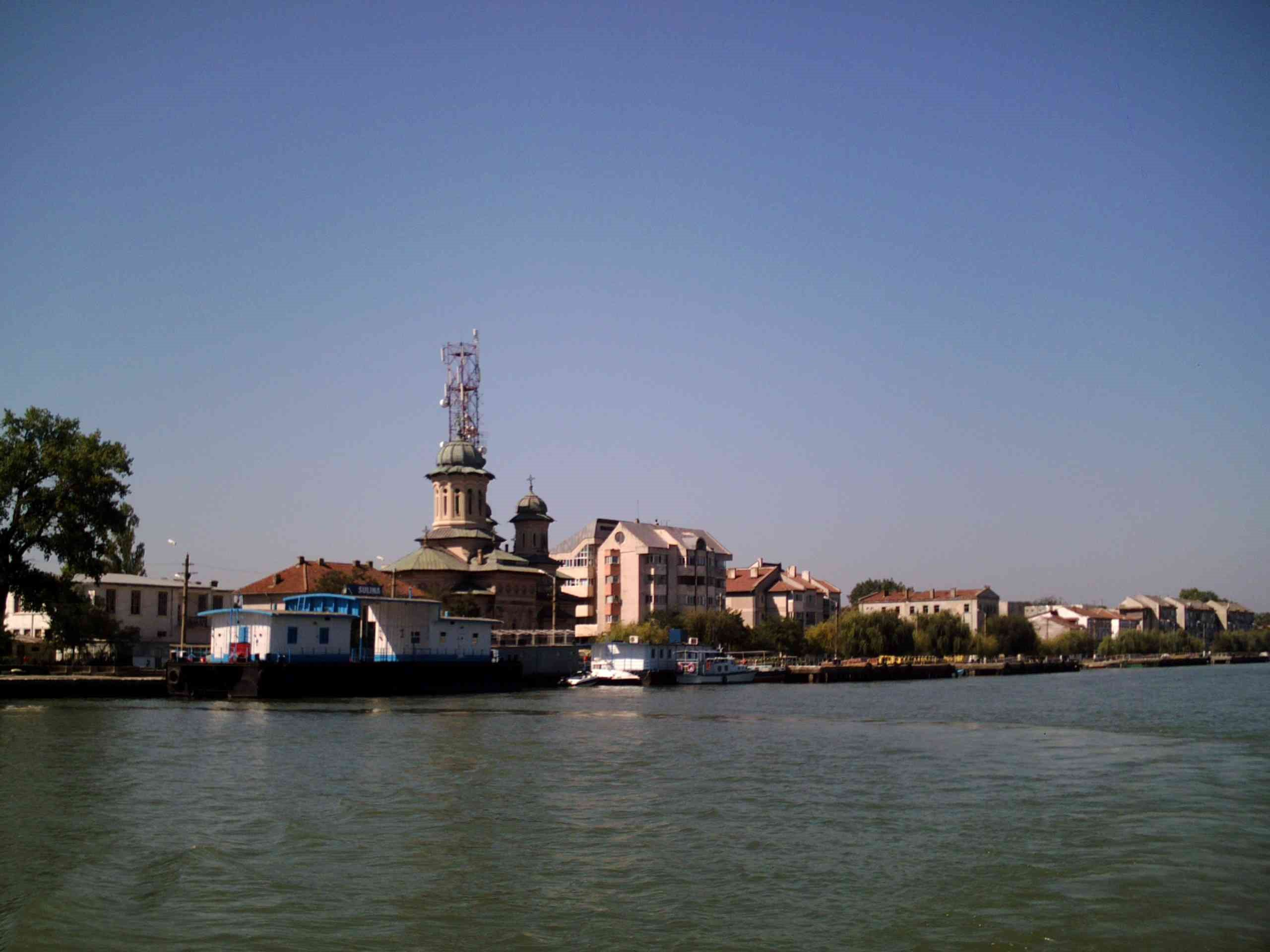
Puerto de Sulina sobre el Danubio

Se encuentra a una altitud de 1 m sobre el nivel del mar en la boca de la rama de Sulina del Danubio. Es el punto más oriental de Rumania distante 457 km de la capital, Bucarest.

## Demografía
Según estimación 2012 contaba con una población de 4956 habitantes.
| 1948  | 1956  | 1966  | 1977  | 1992  | 2002  | 2012  |
| 3 373 | 3 622 | 4 005 | 4 911 | 5 484 | 4 601 | 4 956 |

## Protección del medio ambiente
Sulina ha sido vinculado, a partir de los últimos años del Gobierno de Ceausescu, con el destino de residuos industriales peligrosos procedentes del occidente